# 井深

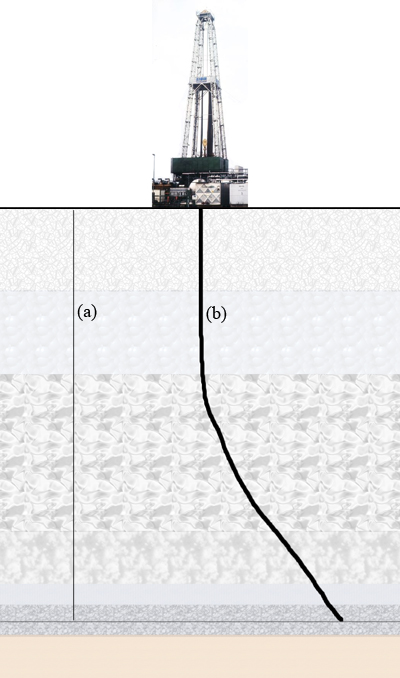
(a)为代表井眼垂深的假象线，(b)为实际井眼，其深度为测量井深

在石油工业中，测量井深（简称井深，MD，或深度）是井眼的深度。
在传统的垂直井中，井深与垂直深度恰好相等。但在定向井和水平井中，井深和垂深有所不同。
例如，2008年5月在卡塔尔近海完成的BD-04A井，测量井深12 297.6米，是当时世界最深井。其水平位移11092.5米，垂深仅为1054.64米。
2012年时世界最深井，库页岛近海Odoptu OP-11号井的井深为12,345米，但由于绝大部分为水平段，其垂深仅为1,784米。
科拉超深钻孔的井深为12,262米，稍浅于前者；但由于它是垂直井，垂深与井深相等，因此其垂深是库页岛OP-11井的6.9倍。